# F. Percy Smith
Frank Percy Smith, född 12 januari 1880 i London, död där 24 mars 1945, var en brittisk naturforskare och tidig pionjär inom naturfilm. Han arbetade för filmproducenten Charles Urban och lade grunden för användandet av intervallfotografering.